# 新韓国プロレス
新韓国プロレス（しんかんこくプロレス）は、韓国のプロレス団体。

## 歴史
2002年、設立。同年、ソウルで旗揚げ戦を開催。
2004年9月、オリンピック公園に専用体育館が竣工して第1期新人選手のセレクションを行った。
2005年4月15日、ユン・ガンチョルらがデビュー。12月、メキシコで合宿を行った。
2006年2月10日、光明ドーム競輪場で新韓国プロレス、ケネットエンターテインメントによる共同主催で開催された「世界プロレスリング・チャンピオン決定戦」に韓国から力抜山、ガンチョル、日本のアパッチプロレス軍から在日韓国人の金村キンタロー、アメリカのTNAから韓国系のゲイル・キムを始め、日本の大日本プロレス、DDTプロレスリング、メキシコ、中国の選手が参戦。また、プロレスの試合が約22年ぶりに地上波（MBC）で放送された。
2009年3月21日、オリンピック公園フェンシング競技場でDRAGONGATEの協力による興行を開催。また、SBS SPORTSで録画放送された。
2015年5月3日、ガンチョルが大阪にあるティグレジムで新韓国プロレスの名義で約6年ぶりの興行を開催。
2019年現在は事実上、ガンチョルの自主興行として日本と韓国で年数回の興行を開催している。

## タイトル
- NKPWA世界ヘビー級王座
- NKPWA世界タッグ王座
- NKPWA世界ジュニアヘビー級王座
- NKPWA世界女子王座